# Tony Tchani
Tony Tchani (* 13. dubna 1989) je kamerunský fotbalový záložník, bývalý reprezentant Spojených států amerických a reprezentant Kamerunu.

## Klubová kariéra
Tchani nastupoval na profesionální úrovni v USA za týmy New York Red Bulls a Columbus Crew, v Kanadě pak za Toronto FC a Vancouver Whitecaps FC.

## Reprezentační kariéra

### USA
31. ledna 2016 debutoval v A-mužstvu spojených států v přátelském utkání proti Islandu. Byl to jeho jediný start v národním týmu USA.

### Kamerun
Od března 2016 reprezentuje Kamerun.